# Ónavas
Ónavas (del idioma ópata Onava: "Lugar donde hay calor" o "agua salada") es un pueblo mexicano del estado de Sonora, cabecera del municipio del mismo nombre. Se encuentra en el centro-este de Sonora, cerca de la frontera con Chihuahua. De acuerdo con el censo del INEGI de 2010; cuenta con una población de 361 habitantes. El pueblo está ubicado a 200 kilómetros de Hermosillo y a 415 kilómetros de Ciudad Cuauhtémoc. 
En el pueblo se encuentra la Misión de San Ignacio de Loyola, construida por los jesuitas Diego de Vandersipe y Blas Paredes, construida en 1622. Así como un monumento de piedra a San Ignacio de Loyola.

## Geografía
El pueblo se encuentra localizado en el paralelo 28°27 de latitud norte y a los 109°31 de longitud al oeste del meridiano de Greenwich. Algunos de los municipios vecinos son: al norte Soyopa y Sahuaripa, al sur y al este el municipio de Yécora, al suroeste Suaqui Grande y al oeste San Javier. El municipio posee una superficie de 535.2 kilómetros cuadrados, que representan el 0.20 por ciento del total de Sonora.
El municipio es cruzado por el río Yaqui, que tiene caudal permanente y nace en el estado de Chihuahua y desemboca en el Océano Pacífico. El arroyo de Recodo nace en las montañas de la parte oriente del municipio, con desembocadura en el río Yaqui y con caudal en la época de lluvias. El arroyo de El Cajón Bonito nace en las montañas de noreste del municipio con desembocadura en el río Yaqui. El arroyo de El Cajón Catorce con nacimiento en las montañas del poniente del municipio y desemboca en el río Yaqui. Los dos arroyos mencionados anteriormente tienen caudal únicamente en épocas de lluvias.

## Clima
El municipio de Ónavas tiene clima semiseco cálido, con una temperatura media máxima mensual de 32.6 grados celsius. La temperatura media anual es de 25.2 grados celcius. La época de lluvias se presenta en verano en los meses de julio y agosto con una precipitación media anual de 611 milímetros y se tienen heladas en febrero y marzo.
| Parámetros climáticos promedio de Ónavas, Sonora (1951-2010)                    | Parámetros climáticos promedio de Ónavas, Sonora (1951-2010) | Parámetros climáticos promedio de Ónavas, Sonora (1951-2010) | Parámetros climáticos promedio de Ónavas, Sonora (1951-2010) | Parámetros climáticos promedio de Ónavas, Sonora (1951-2010) | Parámetros climáticos promedio de Ónavas, Sonora (1951-2010) | Parámetros climáticos promedio de Ónavas, Sonora (1951-2010) | Parámetros climáticos promedio de Ónavas, Sonora (1951-2010) | Parámetros climáticos promedio de Ónavas, Sonora (1951-2010) | Parámetros climáticos promedio de Ónavas, Sonora (1951-2010) | Parámetros climáticos promedio de Ónavas, Sonora (1951-2010) | Parámetros climáticos promedio de Ónavas, Sonora (1951-2010) | Parámetros climáticos promedio de Ónavas, Sonora (1951-2010) | Parámetros climáticos promedio de Ónavas, Sonora (1951-2010) |
| Mes                                                                             | Ene.                                                         | Feb.                                                         | Mar.                                                         | Abr.                                                         | May.                                                         | Jun.                                                         | Jul.                                                         | Ago.                                                         | Sep.                                                         | Oct.                                                         | Nov.                                                         | Dic.                                                         | Anual                                                        |
| ------------------------------------------------------------------------------- | ------------------------------------------------------------ | ------------------------------------------------------------ | ------------------------------------------------------------ | ------------------------------------------------------------ | ------------------------------------------------------------ | ------------------------------------------------------------ | ------------------------------------------------------------ | ------------------------------------------------------------ | ------------------------------------------------------------ | ------------------------------------------------------------ | ------------------------------------------------------------ | ------------------------------------------------------------ | ------------------------------------------------------------ |
| Temp. máx. abs. (°C)                                                            | 36.5                                                         | 40.0                                                         | 41.5                                                         | 45.0                                                         | 47.5                                                         | 49.0                                                         | 46.5                                                         | 45.5                                                         | 47.5                                                         | 43.5                                                         | 40.0                                                         | 39.5                                                         | 49.0                                                         |
| Temp. máx. media (°C)                                                           | 25.8                                                         | 28.1                                                         | 30.8                                                         | 34.2                                                         | 38.0                                                         | 40.9                                                         | 37.9                                                         | 36.4                                                         | 36.6                                                         | 34.8                                                         | 30.5                                                         | 26.0                                                         | 33.3                                                         |
| Temp. media (°C)                                                                | 15.7                                                         | 17.6                                                         | 20.1                                                         | 23.6                                                         | 27.5                                                         | 32.1                                                         | 31.0                                                         | 29.8                                                         | 29.3                                                         | 25.7                                                         | 20.4                                                         | 16.1                                                         | 24.1                                                         |
| Temp. mín. media (°C)                                                           | 5.7                                                          | 7.2                                                          | 9.3                                                          | 13.0                                                         | 17.1                                                         | 23.4                                                         | 24.0                                                         | 23.3                                                         | 22.0                                                         | 16.6                                                         | 10.3                                                         | 6.2                                                          | 14.8                                                         |
| Temp. mín. abs. (°C)                                                            | -6.0                                                         | -9.5                                                         | -9.0                                                         | 4.0                                                          | 5.0                                                          | 13.0                                                         | 15.0                                                         | 12.0                                                         | 13.0                                                         | 7.0                                                          | 0.0                                                          | -11.5                                                        | -11.5                                                        |
| Precipitación total (mm)                                                        | 27.8                                                         | 24.2                                                         | 10.7                                                         | 5.6                                                          | 4.8                                                          | 28.9                                                         | 170.1                                                        | 156.8                                                        | 82.6                                                         | 35.1                                                         | 22.0                                                         | 40.1                                                         | 608.7                                                        |
| Días de precipitaciones (≥ 0.1 mm)                                              | 2.7                                                          | 2.1                                                          | 1.2                                                          | 0.8                                                          | 0.7                                                          | 3.0                                                          | 12.1                                                         | 10.1                                                         | 5.9                                                          | 2.5                                                          | 1.9                                                          | 2.7                                                          | 45.7                                                         |
| Fuente: Servicio Meteorológico Nacional. Actualizado el 8 de diciembre de 2016. |                                                              |                                                              |                                                              |                                                              |                                                              |                                                              |                                                              |                                                              |                                                              |                                                              |                                                              |                                                              |                                                              |

## Historia
El origen del topónimo Ónavas proviene del idioma cahíta que significa agua salada. El territorio que actualmente ocupa el municipio estuvo ocupado en tiempos prehispánicos por los pimas bajos. Fue fundado en 1622 junto con Movas y Nuri por dos misioneros jesuitas: El belga nacido en Gante, Flandes Oriental, Diego Vandersipe, y el español nacido en Toledo, Blas de Paredes; ambos fallecidos en Ónavas en 1651 y 1632, respectivamente. 
Obtuvo la categoría de municipio en la segunda mitad del siglo XIX, adscrito al distrito de Ures; habiendo perdido esta categoría Ónavas es erigido nuevamente como municipio el 11 de octubre de 1907. El 26 de octubre de 1930 fue incorporado al municipio de Ures por Ley Número 68 y el 3 de octubre de 1935 fue rehabilitado por Ley Número 13.

## Demografía
De acuerdo con los resultados del Censo de Población y Vivienda 2010 del Instituto Nacional de Estadística y Geografía (INEGI), el municipio de Ónavas cuenta con 399 habitantes (cuya edad media es de 35 años). 361 se encuentran en el pueblo de Ónavas.

## Gobierno
El Ayuntamiento Municipal, que radica en Ónavas está integrado por un presidente municipal, un Síndico, tres regidores de mayoría relativa y dos de representación proporcional, electos cada 3 años. 
El municipio forma parte del IV Distrito Electoral Federal de Sonora con sede en Guaymas, y del XVIII Distrito Electoral de Sonora, con sede en Ciudad Obregón.

## Educación
| Distribución de la población de 15 años y más según nivel de escolaridad | Distribución de la población de 15 años y más según nivel de escolaridad | Distribución de la población de 15 años y más según nivel de escolaridad | Distribución de la población de 15 años y más según nivel de escolaridad | Distribución de la población de 15 años y más según nivel de escolaridad |
| ------------------------------------------------------------------------ | ------------------------------------------------------------------------ | ------------------------------------------------------------------------ | ------------------------------------------------------------------------ | ------------------------------------------------------------------------ |
| Nivel de escolaridad                                                     | Nivel de escolaridad                                                     |                                                                          | Porcentaje                                                               | Porcentaje                                                               |
|                                                                          |                                                                          |                                                                          |                                                                          |                                                                          |
| Sin instrucción                                                          | Sin instrucción                                                          |                                                                          | 3.7%                                                                     | 3.7%                                                                     |
| Básica                                                                   | Básica                                                                   |                                                                          | 79.3%                                                                    | 79.3%                                                                    |
| Técnica con primaria                                                     | Técnica con primaria                                                     |                                                                          | 0%                                                                       | 0%                                                                       |
| Media superior                                                           | Media superior                                                           |                                                                          | 13.3%                                                                    | 13.3%                                                                    |
| Superior                                                                 | Superior                                                                 |                                                                          | 4.7%                                                                     | 4.7%                                                                     |
| No especificado                                                          | No especificado                                                          |                                                                          | 0%                                                                       | 0%                                                                       |

Según el censo de población y vivienda 2010, en Ónavas la tasa de alfabetización de las personas de entre 15 y 24 años es de 98.5 % y la de las personas de 25 años o más es de 94 %.
La asistencia escolar para las personas de 3 a 5 años es del 34.8 %; de 6 a 11 años es del 93.3 %; de 12 a 14 años es del 100 % y de 15 a 24 años es del 36.4 %.